# Te lucis ante terminum
Te lucis ante terminum ist ein vierzeiliger (vierhebiger sogenannter long metre (8.8.8.8) lateinischer Hymnus.

## Text
| Latein | Latein (Urban VIII., 1632) | Latein (Paul VI., 1974) |  |
| --- | --- | --- |  |
| Te lucis ante términum, rerum Creátor, póscimus, ut sólita cleméntia sis præsul ad custódiam. Procul recédant sómnia et nóctium phantásmata; hostémque nostrum cómprime, ne polluántur córpora. Præsta, Pater omnípotens, per Iesum Christum Dóminum, qui tecum in perpétuum regnat cum Sancto Spíritu. Amen. | Te lucis ante términum, rerum Creátor, póscimus, ut pro tua cleméntia sis præsul et custódia. Procul recédant sómnia et nóctium phantásmata; hostémque nostrum cómprime, ne polluántur córpora. Præsta, Pater piíssime, Patríque compar Unice, cum Spíritu Paráclito regnans per omne sǽculum. Amen. | Te lucis ante terminum rerum creator poscimus ut solita clementia sis praesul ac custodiam. Te corda nostra somnient, te per soporem sentiant, tuamque semper gloriam vicina luce concinant. Vitam salubrem tribue, nostrum calorem refice, taetram noctis caliginem tua collustret claritas. Praesta, Pater omnipotens per Iesum Christum Dominum, qui tecum in perpetuum regnat cum Sancto Spiritu. |  |

## Geschichte
Der Text wird Papst Gregor dem Großen oder, wenn auch von Luigi Biraghi bestritten, Ambrosius von Mailand zugeschrieben. Er wird je nach liturgischem Kalender zu verschiedenen (neun im Antiphonale) Melodien in der Komplet gesungen. Der Text wurde von Papst Urban VIII. leicht reformiert, erhielt 1974 nach der Brevierreform innerhalb der Liturgiereform nach dem Zweiten Vatikanischen Konzil jedoch eine dritte Variante. Sie stellt den ersten und letzten Vers der Urversion wieder her, fügt aber an Stelle der zweiten Strophe (mit der Bitte zur Abwehr der pollutio nocturna) zwei neue Strophen ein.
Dante zitiert den Text im 8. Gesang seines Purgatoriums in der Göttlichen Komödie. Francisco Luis Bernárdez übersetzte den Hymnus in Versen.
Die deutsche Übertragung Bevor des Tages Licht vergeht von Friedrich Dörr (Gotteslob 663) zählt zu den ö-Liedern.

## Vertonungen
- Ambrosianisch

- Gregorianisch im Liber Usualis, (zitiert in Benjamin Brittens Curlew River)
  - Solesmes
  - Dominikanisch Feste
  - Dominikanisch
  - Dominikanisch
  - Solesmes
  - Solesmes Advent
  - Vatikan Advent
  - Solesmes Himmelfahrt
  - Solesmes Weihnachten
  - Solesmes 1934 Christkönig
  - Solesmes 1961 Christkönig
  - Solesmes Erscheinung
  - Solesmes Heilige Familie
  - Solesmes Fastenzeit
  - Solesmes Hochfeste
  - Solesmes Osterzeit
  - Solesmes Passionszeit
  - Solesmes Pfingsten
  - Solesmes Herz Jesu
  - Solesmes Fronleichnam
  - Solesmes Sonntage des Jahreskreises
  - Solesmes Werktage
  - Solesmes Feste
  - Solesmes Gedenktage
  - Solesmes Hochfeste
  - Solesmes Quadragesima
  - Solesmes Advent bis zum 16. Dezember
  - Solesmes Weihnachten bis Erscheinung

- Sarum-Ritus
- Anonymus, Trienter Kodex: Te lucis ante terminum, à 3 (1 Vers)
- Henry Balfour Gardiner: Evening Hymn, "Te lucis ante terminum" ("Thee, Lord, before the close of day") für gemischten Chor und Orgel (1908)
- Cosmas Alder: Te lucis ante terminum, 3 Verse, à 5
- Severus Gastorius: Te lucis ante terminum, 4 Verse, SSA
- Jiří Laburda: Te lucis ante terminum für gemischten Chor und Orgel
- Orlando di Lasso: Te lucis ante terminum, SATB, "Procul" mit Amen
- Giovanni Legrenzi: Te lucis ante terminum, alle Verse, SATTB & Basso continuo
- William Mundy "O Lord, the maker of all thing" à 4(5)
- Diego Ortiz: Te lucis ante terminum, à 4, alternatim
- Zugeschrieben Giovanni Pierluigi da Palestrina: Te lucis ante terminum, à 4
- Thomas Tallis: Te lucis ante terminum, (festivus tonus) alternatim, à 5
- Thomas Tallis: Te lucis ante terminum, (ferialus tonus) alternatim, à 5,
- Francisco Valls: Te lucis ante terminum, à 4, Streicherbegleitung
- Giaches de Wert: Te lucis ante terminum
- Adrian Willaert: Te lucis ante terminum
- Tomás Luis de Victoria: Te lucis ante terminum, alternatim à 4
- André Vierendeels: Te lucis ante terminum, à 4
- Zitiert bei Jehan Alain: Postlude pour l'Office de Complies
- Klaus Miehling: Te lucis ante terminum, SSATB (op. 263.2, 2016)